# Enargia fuliginosa
Enargia fuliginosa är en fjärilsart som beskrevs av Max Wilhelm Karl Draudt 1950. Enargia fuliginosa ingår i släktet Enargia och familjen nattflyn. Inga underarter finns listade i Catalogue of Life.